# Ichthydium diacanthum
Ichthydium diacanthum is een buikharige uit de familie Chaetonotidae. Het dier komt uit het geslacht Ichthydium. Ichthydium diacanthum werd in 1995 voor het eerst wetenschappelijk beschreven door Balsamo & Todaro. 